# 16-а танкова дивизия (Вермахт)
16-а танкова дивизия е една от танковите дивизии на Вермахта по време на Втората световна война.

## История
16-а танкова дивизия е сформирана през април 1940 г. По време на кампанията в Балканите служи в резерв. През юни 1941 г. участва в нападението на Съветския съюз като част от група армии „Юг“. През декември 1942 г. е обградена и унищожена по време на битката при Сталинград. През март 1943 г. дивизията е сформирана отново във Франция, а през юни е прехвърлена в района на Таранто, Северна Италия. През септември е изпратена в района на Салерно, където взема участие в боевете срещу съюзническите десанти формации, а по-късно в района на Неапол. Остава в Италия до ноември 1943 г., след което е прехвърлена на Източния фронт. Там дивизията претърпява тежки загуби по време на контраофанзивата в района на Киев. През октомври 1944 г. се възстановява в Келце, а през януари 1945 се завръща на фронта в района на Баранов. Участва в боевете край Лаубан през март 1945 г., а през април се предава в района на Бърно.

## Командири
- Генералоберст Ханс-Валентин Хубе – (1 ноември 1940 – 15 септември 1942 г.)
- Генерал-лейтенант Гюнтер Ангерн – (15 септември 1942 – 2 февруари 1943 г.)
- Генерал-майор Буркхарт Мюлер Хилебранд – (? март 1943 – 5 май 1943 г.)
- Генерал-майор Рудолф Сикениус – (5 май 1943 – 1 ноември 1943 г.)
- Генерал-майор Ханс-Улрих Бак – (1 ноември 1943 – 14 август 1944 г.)
- Генерал-лейтенант Дитрих фон Мюлер – (14 август 1944 – 19 април 1945 г.)
- Оберст Курт Треухаупт – (19 април 1945 – 8 май 1945 г.)